# Robert Whitehead

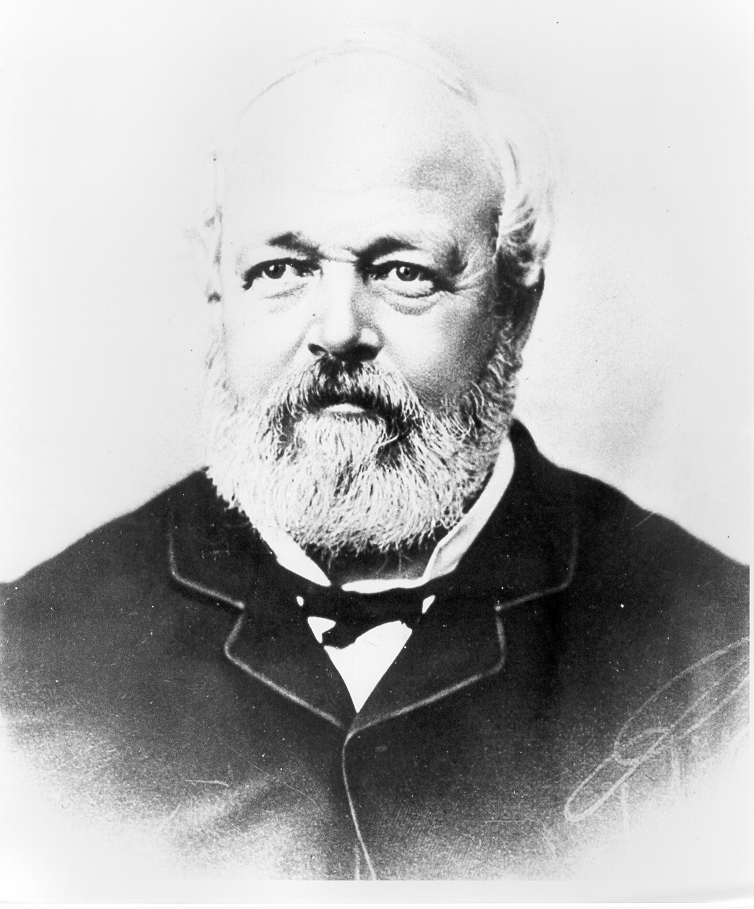
Robert Whitehead

Robert Whitehead, född 3 januari 1823 i Bolton, Lancashire, död 14 november 1905 i Shrivenham, Berkshire, var en brittisk ingenjör, uppfinnare av den efter honom benämnda torpeden. 
Whitehead blev 1837 elev vid Richard Ormerod & Sons verkstäder i Manchester, anställdes 1846 hos firman Philip Taylor & Sons i Marseille, men uppsatte sedermera egen fabrik i Milano, huvudsakligen för tillverkning av maskiner för silkesvävnad. Därpå flyttade han först till Trieste och 1856 till Fiume, där han ägnade sig åt konstruktion och tillverkning av maskineri för krigsfartyg för Österrike (Stabilimento tecnico Fiumano), sedermera för tillverkning av torpeder, vartill hans samarbete sedan 1864 med österrikiske fregattkaptenen Giovanni Luppis gett honom uppslag. Hans arbete för att realisera Luppis uppslag blev så genomgripande, att den första användbara torpeden (1868) med fog bär Whiteheads namn och kan anses vara hans skapelse. I hans torpedfabrik i Fiume, som 1904 övertogs av hans äldste son, tillverkades sedermera torpeder i mycket stor utsträckning och för alla örlogsmariner. År 1890 upprättade han en filialfabrik nära Weymouth, huvudsakligen för leveranser till Storbritannien.